# Fisibach
Fisibach (toponimo tedesco) è un comune svizzero di 480 abitanti del Canton Argovia, nel distretto di Zurzach.

## Monumenti e luoghi d'interesse

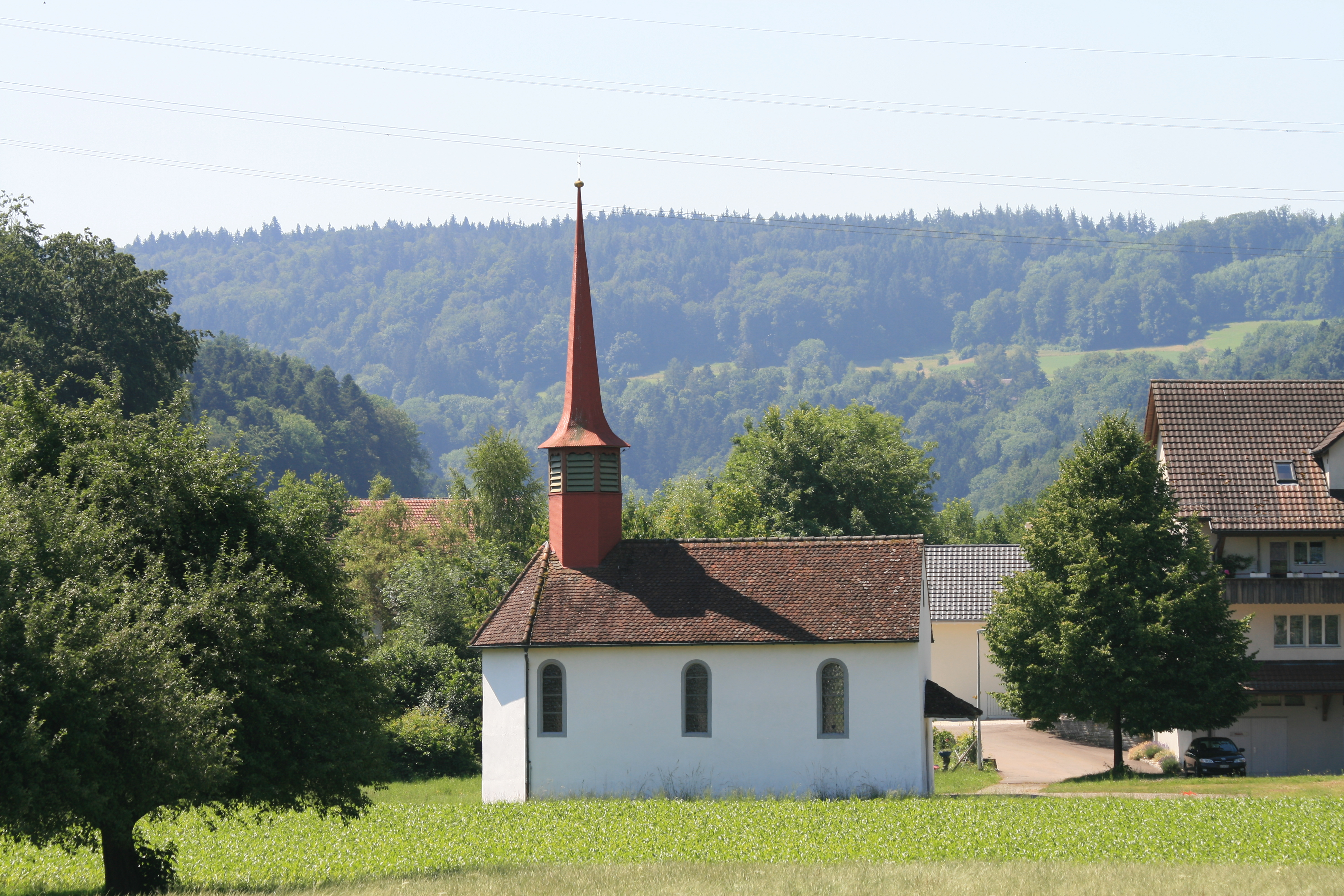
La cappella cattolica

- Cappella cattolica, eretta nel XVII secolo[1].

## Società

### Evoluzione demografica
L'evoluzione demografica è riportata nella seguente tabella:
Abitanti censiti

## Amministrazione
Ogni famiglia originaria del luogo fa parte del cosiddetto comune patriziale e ha la responsabilità della manutenzione di ogni bene ricadente all'interno dei confini del comune.